# Elnur Amanov
Elnur Amanov es un deportista azerbaiyano que compitió en taekwondo. Ganó cuatro medallas en el Campeonato Europeo de Taekwondo entre los años 2002 y 2008.

## Palmarés internacional
| Campeonato Europeo | Campeonato Europeo    | Campeonato Europeo | Campeonato Europeo |
| Año                | Lugar                 | Medalla            | Categoría          |
| ------------------ | --------------------- | ------------------ | ------------------ |
| 2002               | Samsun (Turquía)      | Medalla de bronce  | –58 kg             |
| 2004               | Lillehammer (Noruega) | Medalla de plata   | –58 kg             |
| 2005               | Riga (Letonia)        | Medalla de plata   | –58 kg             |
| 2008               | Roma (Italia)         | Medalla de oro     | –58 kg             |